# San José del Guaviare

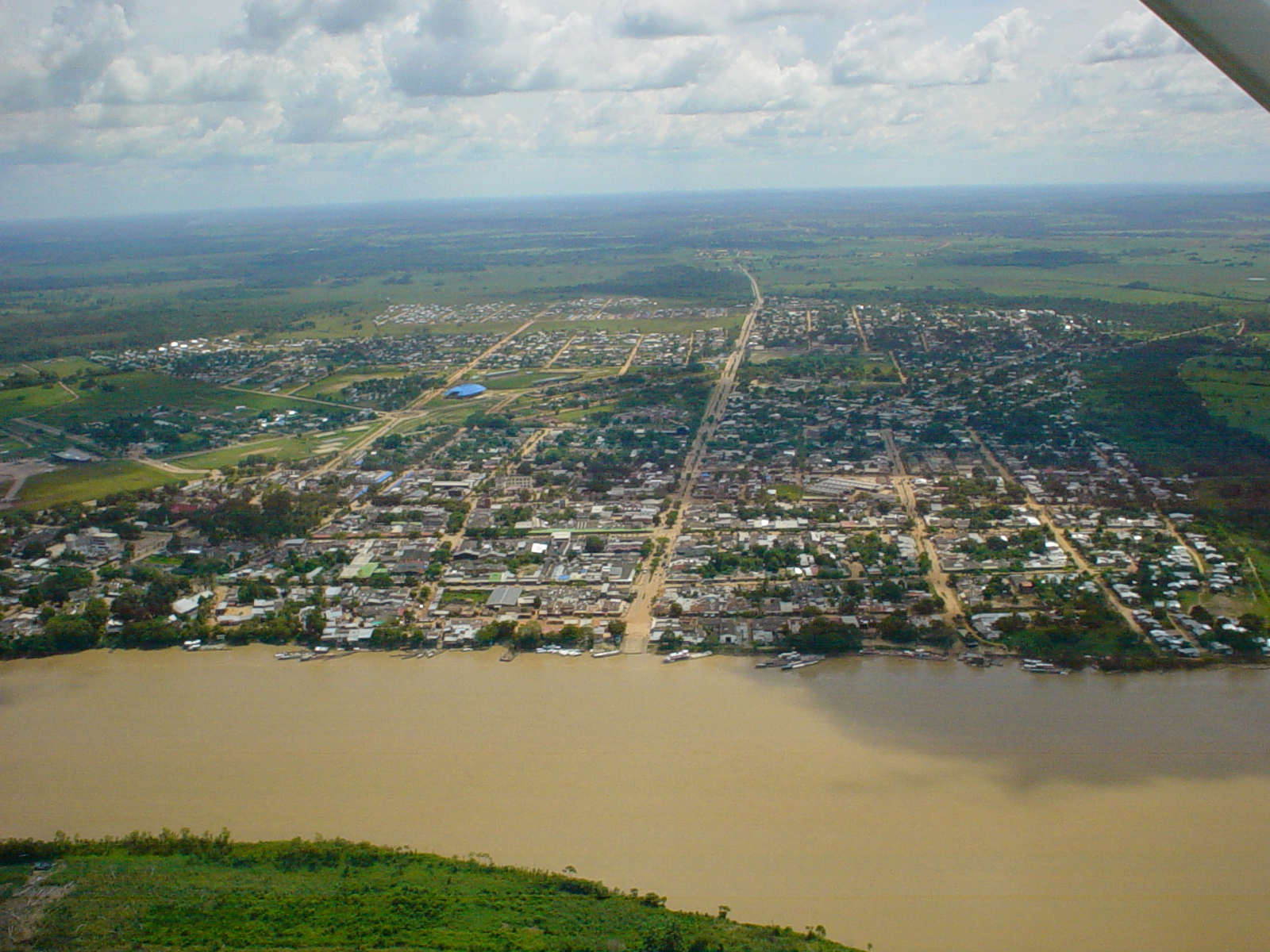
Widok na miasto z lotu ptaka

San José del Guaviare – miasto i gmina w departamencie Guaviare, w Kolumbii, San José del Guaviare jest stolicą departamentu Guaviare. Miasto liczy 65 000 mieszkańców. Siedziba rzymskokatolickiej diecezji San José del Guaviare.